# Unterer Wright-Gletscher
Der Untere Wright-Gletscher ist ein träger Gletscher, der den Talausgang des Wright Valley im ostantarktischen Viktorialand einnimmt und in die Ostflanke des Wilson-Piedmont-Gletschers übergeht.
Teilnehmer einer von 1958 bis 1959 durchgeführten Kampagne im Rahmen der neuseeländischen Victoria University’s Antarctic Expeditions änderten seinen früheren Namen Wright-Gletscher in die heutige Bezeichnung, um ihn vom Oberen Wright-Gletscher am Kopfende des Wright Valley abzugrenzen. Die ursprüngliche Benennung geht auf die Terra-Nova-Expedition (1910–1913) zurück. Namensgeber ist der kanadische Physiker Charles Seymour Wright (1887–1975), ein Mitglied dieser britischen Forschungsreise.